# Zeugitana
La Zeugitana (en llatí Zeugitana Regio) va ser la part nord de la província romana d'Àfrica.
Plini el Vell sembla que va ser el primer autor que li va donar aquest nom. El seu nom derivava bé de la ciutat de Zeugis, que menciona el geògraf Híster Ètic, o del mons Zeugitanus o Ziguensis, esmentat per Gai Juli Solí, que actualment és la muntanya de Zaghouan o Zowwan.
Limitava al sud amb la Bizacena, a l'oest amb Numídia i el riu Tusca, avui Zaine, n'era la frontera. I al nord i a l'est amb la mar Mediterrània. En temps de Juli Cèsar se l'anomenava Provincia Vetus o Àfrica Propria, per oposició a la nova Àfrica adquirida (Numídia). Estrabó l'esmenta com a ἡ Καρχηδονία (la Carcedònia) o Província de Cartago.
Era banyada pel riu Bagradas i era en general un país fèrtil. No hi havia ciutats importants a l'interior i totes les de certa importància eren a la costa:
- Siagul
- Neàpolis de Zeugitana
- Materense Oppidum
- Curubis
- Aspis o Clupea
- Carpis
- Cartago
- Castra Cornelia
- Útica
- Hippo Diarrhytus

L'any 293 aC va ser una província romana que tenia el títol de Proconsular, ja que era governada per un procònsol i es va dir Àfrica Zeugitana.
L'antiga Zeugis és probablement l'actual Zilleh. La Zeugitana ocupava la part nord de l'actual Tunísia.